# Prêmio PIEC
O Prêmio de Incentivo ao Empreendedorismo Científico, ou, Prêmio PIEC, ou, apenas, PIEC, é um concurso anual que, desde 2020, reconhece aqueles projetos científicos, desenvolvidos em ambiente escolar, que se mostrem mais comprometidos com o desenvolvimento sustentável e os princípios da Economia Circular, como é conhecida a prática de reutilizar tudo, inclusive o que antes seria destinado para aterros, em uma nova atividade ou na produção de algum outro produtos, de forma circular, até que seja possível fechar o ciclo do carbono dos recursos explorados.
Criado para fomentar o ensino e a prática científica desde os primeiros anos de vida escolar, o mote do PIEC é fazer com que a ciência, passe a ser praticada desde os primeiros anos de idade e deixe de ser um conhecimento sofisticado e restrito, para se tornar um conhecimento altamente presente e compreensível para todas as pessoas em seus cotidianos.
Pensado para ser o mais inclusivo possível, tem inscrições anuais gratuitas e recebeu na última edição mais de 70% dos projetos vindos de escolas públicas; acessível também em sua amplitude, aceita desde projetos desenvolvidos por crianças de 7 anos, estudantes da 1ª série do ensino fundamental, até projetos desenvolvidos por estudantes de 19 anos, do 4º ano do ensino médio.
Apesar de misturar projetos do ensino fundamental e o ensino médio, a diferença dos anos de estudo e do nível de ensino não impediu que na primeira edição, estudantes do ensino fundamental vencessem em duas, das três categorias técnicas.

## Categorias técnicas
Para incentivar e reconhecer a prática científica escolar, o PIEC se divide em três categorias técnicas que avaliam os projetos inscritos.

### Nova Realidade
Na primeira, a categoria Nova Realidade, são reconhecidos os projetos mais maduros, com protótipos funcionais e possibilidades reais de se tornarem uma atividade econômica para os estudantes, orientadores e pessoas do entorno.
| Edição | Ano     | Categoria      | Projeto Vencedor                               | Instituição                   | Cidade   | UF | Mérito | Orientação                            | Estudantes participantes                                         |
| ------ | ------- | -------------- | ---------------------------------------------- | ----------------------------- | -------- | -- | --- | ------------------------------------- | ---------------------------------------------------------------- |
| 1ª     | 2020/21 | Nova Realidade | Canudinhos Sustentáveis Biodegradáveis         | EMEF Cosme Rodrigues de Sousa | Canaubal | CE | Canudos produzidos a partir da flor de cana, um rejeito da produção de cana-de-açúcar.                                         | Professora Gilvânia                   | Antônio R. F. de Sousa / Antônio R. do Carmo / Kaic G. de Araújo |
| 2ª     | 2022/23 | Nova Realidade | FIDERE: App Mobile voltado à Economia Circular | IFRS - Campus Osório          | Osório   | RS | Aplicativo que reúne o estoque dos brechós brasileiros, com o intuito de tornar a economia têxtil mais circular e sustentável. | Prof.ª Flávia Santos Twardowski Pinto | Victórya Leal Altmayer Silva                                     |

### Futuro Brilhante
A categoria Futuro Brilhante, reconhece e premia os projetos que, apesar de não terem muita aplicabilidade para os tempos atuais, por inviabilidade econômica, necessidade de aperfeiçoamento e fundamentos não tão sólidos, apresentam soluções para problemáticas relevantes e que, com algum aperfeiçoamento, possam ser aproveitados no futuro, na ausência de soluções mais viáveis; já a terceira e principal categoria técnica do prêmio: Consciência Circular.
| Edição | Ano     | Categoria        | Projeto Vencedor                       | Instituição                   | Cidade   | UF | Mérito                                                                                                   | Orientação                            | Estudantes participantes                                         |
| ------ | ------- | ---------------- | -------------------------------------- | ----------------------------- | -------- | -- | --- | ------------------------------------- | ---------------------------------------------------------------- |
| 1ª     | 2020/21 | Futuro Brilhante | Canudinhos Sustentáveis Biodegradáveis | EMEF Cosme Rodrigues de Sousa | Canaubal | CE | Canudos produzidos a partir da flor de cana, um rejeito da produção de cana-de-açúcar.                   | Professora Gilvânia                   | Antônio R. F. de Sousa / Antônio R. do Carmo / Kaic G. de Araújo |
| 2ª     | 2022/23 | Futuro Brilhante | Celulose Bacteriana biodegradável      | IFRS - Campus Osório          | Osório   | RS | Celulose bacteriana produzida a partir dos resíduos de uvas processadas pela indústria de sucos e vinhos | Prof.ª Flávia Santos Twardowski Pinto | Amanda Ribeiro Machado                                           |

### Consciência Circular
A categoria Consciência Circular dá maior peso às práticas sustentáveis, principalmente às práticas consagradas no conceito da Economia Circular. Por isso, os projetos premiados são aqueles que conseguem, em sua formulação, apresentar as melhores formas de se utilizar de rejeitos, resquícios, descartes, efluentes e todo tipo de impacto gerado por outras produções e que priorizem, em sua composição, elementos de boa biodegradabilidade, ou, com grande demanda para reaproveitamento em outras atividades.
| Edição | Ano     | Categoria            | Projeto Vencedor                    | Instituição          | Cidade | UF | Mérito | Orientação                            | Estudantes participantes |
| ------ | ------- | -------------------- | ----------------------------------- | -------------------- | ------ | -- | --- | ------------------------------------- | ------------------------ |
| 1ª     | 2020/21 | Consciência Circular | Bio Stretch: Plástico Biodegradável | IFRS - Campus Osório | Osório | RS | Película de polímero biodegradável, produzido a partir do rejeito da indústria nutracêutica, como o bagaço de beterraba e sabugos de milho | Prof.ª Flávia Santos Twardowski Pinto | Laura Nedel Drebes       |
| 2ª     | 2022/23 | Consciência Circular | Celulose Bacteriana biodegradável   | IFRS - Campus Osório | Osório | RS | Celulose bacteriana produzida a partir dos resíduos de uvas processadas pela indústria de sucos e vinhos                                   | Prof.ª Flávia Santos Twardowski Pinto | Amanda Ribeiro Machado   |

## Categorias institucionais
O Prêmio PIEC estende seu alcance para além do reconhecimento dos estudantes e professores, o entendimento é de que a educação científica é uma jornada contínua e colaborativa, por isso, reconhece também grandes nomes da educação e do meio científico, que marcaram história, reconhece os educadores que mais se destacam em cada edição do PIEC, reconhece a escola que mais incentiva a prática científica em sua grade curricular e reconhece também a melhor instituição pública para o ensino científico, do ano.

### Educadores(as) inspiradores(as)
No Prêmio de Incentivo ao Empreendedorismo Científico, as partes mais importantes para a prática científica na educação básica, são as professoras e professores. Para elevá-los à altura de sua importância na educação científica, na avaliação dos projetos, o PIEC premia estudantes e professores orientadores, mas, para além disso, reconhece os professores com maiores méritos no incentivo à prática científica em cada edição com o prêmio “Educadores Inspiradores”.
| Edição | Ano     | Categoria                       | Educador(a) Inspirador(a)             | Cidade | UF | Instituição                          | Mérito |
| ------ | ------- | ------------------------------- | ------------------------------------- | ------ | -- | ------------------------------------ | --- |
| 1ª     | 2020/21 | Educadores/mestres Inspiradores | Prof.ª Dionéia Schauren               | Toledo | PR | Colégio Estadual Jardim Porto Alegre | Orientadora de 13 peojetos (2 no TOP 10), levou para sua escola os prêmios Pomar Científico e Instituição Pública do Ano                                |
| 2ª     | 2022/23 | Educadores Inspiradores         | Prof.ª Flávia Santos Twardowski Pinto | Toledo | PR | IFRS - Campus Osório                 | O trabalho consistente da professora fez com que 2 dos 3 projetos que ela orientou nessa edição, conquistassem o 1º lugar nas três categorias técnicas. |

### Homenageados do ano
A ciência está sobre os ombros dos gigantes, essa metáfora traduz o espírito da categoria. Quem está sobre os ombros, enxerga mais longe, porque o gigante propicia um ponto de vista privilegiado. Trazendo para a realidade, significa que foi graças às barreiras do conhecimento rompida pelos que vieram antes e pelo acúmulo de conhecimento, é que hoje podemos vislumbrar possibilidades inimagináveis com os recursos disponíveis no passado.
Essa é uma categoria de inspiração. Através dela, os estudantes e professores participantes do prêmio, que têm idade média de 15 e 39 anos, respectivamente, conheçam e se inspirem com biografias que já estavam no topo da carreira científica, antes mesmo deles nascerem.
Na primeira edição do PIEC, o “gigante” homenageado foi o Ph.D em Ciências Físicas da Universidade de São Paulo e professor da escola politécnica da USP, José Goldemberg. Seu nome foi indicado pela importância dele para academia de física no Brasil e por sua contribuição para a concepção de uma matriz energética verde, quando presidiu empresas como CESP (Companhia Energética de São Paulo), CPFL (Companhia Paulista de Força e Luz), Comgás e Eletropaulo.
Tal qual na vida acadêmica, a ciência também propicia carreiras brilhantes na indústria e para mostrar um desses exemplos, na segunda edição o homenageado foi Theo Van Der Loo, o ex-CEO da Bayer do Brasil. Theo, além de chegar ao topo da carreira corporativa que a ciência propicia, ainda ficou conhecido por ser um dos principais entusiastas da diversidade no topo das carreiras, tendo, inclusive, denunciado situações de discriminação no meio corporativo.
Dessa forma, a categoria “Homenageados do Ano”, consegue inspirar e motivar os jovens com essa aptidão pelas descobertas, a se empenharem para seguirem suas carreiras científicas, seja como pesquisadores, executivos ou até, por que não, empreendendo com qualidade, ciência e sustentabilidade.
| Edição | Ano     | Categoria           | Educador(a) Inspirador(a) | Méritos |
| ------ | ------- | ------------------- | ------------------------- | --- |
| 1ª     | 2020/21 | Homenageados do Ano | Professor José Goldemberg | Histórico de trabalho em prol da construção de uma matriz energética de baixo carbono no Brasil e sua imensa contribuição para o meio acadêmico.                         |
| 2ª     | 2022/23 | Homenageados do Ano | Sr. Theo van der Loo      | Conjunto da carreira, no topo da indústria farmacêutica, com atuação regida pela ética e com episódios públicos de denúncia de atos discriminatórios no meio corporativo |

### Pomar científico
Essa categoria reconhece o esforço da comunidade escolar que mais se destacar na produção científica. Observado esse critério, a categoria premia a escola que mais tiver projetos aceitos no edital do PIEC.
| Edição | Ano     | Categoria        | Instituição vencedora                | Cidade | UF | Orientação       | Qtd de projetos |
| ------ | ------- | ---------------- | ------------------------------------ | ------ | -- | ---------------- | --------------- |
| 1ª     | 2020/21 | Pomar Científico | Colégio Estadual Jardim Porto Alegre | Toledo | PR | Dionéia Schauren | 10              |
| 2ª     | 2022/23 | Pomar Científico | Colégio Estadual Jardim Porto Alegre | Toledo | PR | Dionéia Schauren | 13              |

### Instituição pública de ensino do ano
Além de reconhecer a escola que inscreve mais projetos, o PIEC também reconhece a instituição pública de ensino que, apesar de todas as limitações econômicas impostas pela limitação do orçamento público, mais conseguem incentivar e viabilizar a prática científica no ambiente escolar.
Essa instituição pública, além do reconhecimento, recebe também o laboratório legado da edição. Até 2022, com apenas dois laboratórios, o legado do PIEC já está disponível para atender cerca de 1.700 estudantes, por ano, viabilizando equipamentos custosos, que de outra forma, dificilmente seriam empregados em suas pesquisas.
| Edição | Ano     | Categoria            | Instituição vencedora                   | Cidade                   | UF | Orientação                              | Qtd de projetos |
| ------ | ------- | -------------------- | --------------------------------------- | ------------------------ | -- | --------------------------------------- | --------------- |
| 1ª     | 2020/21 | Inst. Pública do ano | Colégio Estadual Jardim Porto Alegre    | Toledo                   | PR | Dionéia Schauren                        | 10              |
| 2ª     | 2022/23 | Inst. Pública do ano | Colégio Estadual Dom Juvêncio de Britto | Canindé de São Francisco | SE | Lark Soany Santos e Alex Alves Cordeiro | 7               |

### PIEC Plural
Na categoria PIEC Plural, professores, estudantes, comunidade escolar e a população geral, podem escolher, dentre os projetos finalistas, qual deles merece seu voto por ser a seu ver e por critérios próprios, aquele que julgarem ser o melhor projeto.
| Edição | Ano     | Categoria   | Projeto Vencedor                                                                       | Instituição         | Cidade         |    | Mérito | Orientação                                                                    | Estudantes participantes                                           |
| ------ | ------- | ----------- | -------------------------------------------------------------------------------------- | ------------------- | -------------- | -- | --- | ----------------------------------------------------------------------------- | ------------------------------------------------------------------ |
| 1ª     | 2020/21 | -           | -                                                                                      | -                   | -              | -  | - | -                                                                             | -                                                                  |
| 2ª     | 2022/23 | PIEC Plural | M-Plasfil: Desenvolvimento de Membrana para Microfiltração e Retenção de Microplástico | SESI - Campus Prata | Campina Grande | PB | Membrana de microfiltração de plástico, produzidas a partir argila local e resíduos de batatas doce (cascas) como material porogênico. | Prof.º Eduardo Adelino Ferreira e Prof.ª Fabiana Medeiros do Nascimento Silva | Maria G. F. de Siqueira / Maria H. D. de Lima / Maria L. S. Damtas |

### Categoria "Divulgador Científico do Ano"
O PIEC reconhece a importância essencial dos divulgadores científicos. A ciência depende da cooperação para evoluir em suas descobertas e os cientistas e pesquisadores de todo o mundo, dependem da divulgação científica para identificar iniciativas que podem contribuir para suas próprias pesquisas, ou, que possam ser contempladas por suas descobertas.
Além disso, o papel dos divulgadores científicos, também é fundamental para a compreensão das descobertas e convicções científicas, para o público leigo, fazendo com que essas descobertas tenham efeito prático no dia a dia da humanidade.
Dada tamanha relevância para a evolução da sociedade civilizada e protetora do Meio Ambiente, anualmente o PIEC reconhece na figura de um desses profissionais, essa importância da categoria para o desenvolvimento sustentável, oferecendo a homenagem anual aos divulgadores científicos:
| Edição | Ano     | Categoria                    | Divulgadores(as) Homenageados(as) | Méritos |
| ------ | ------- | ---------------------------- | --------------------------------- | --- |
| 1ª     | 2020/21 | Divulgador Científico do Ano | André Trigueiro                   | Reconhecimento por seu esforço pessoal e profissional para pautar assuntos relacionados à sustentabilidade e principalmente na defesa e preservação do Meio Ambiente. |
| 2ª     | 2022/23 | Divulgador Científico do Ano | Alexandre Henderson               | Reconhecimento pela entrega profissional, utilizando toda sua técnica de comunicação e carisma para atrair audiência para assuntos relacionados à sustentabilidade, ciência e inovação, ao longo de mais de uma década, seja na apresentação do Globo Ciência ou do quadro "Hoje é dia de..." no semanal "Como Será" |

1. ↑  «PIEC 2 | Inscrições Encerradas». premio-piec. Consultado em 15 de julho de 2023
2. ↑  «O 2º PIEC chega ao fim; veja tudo o que rolou nessa edição». PIEC 2. 29 de maio de 2023. Consultado em 15 de julho de 2023
3. 1 2  «Estudantes de Carnaubal – CE levam dois prêmios no 1º PIEC:». Dossiê etc. 13 de outubro de 2021. Consultado em 15 de julho de 2023
4. 1 2  Entrega de Prêmios 1º PIEC - Carnaubal - CE, consultado em 15 de julho de 2023
5. 1 2 3 4 5  «Flávia Twardowski, a EDUCADORA INSPIRADORA DE 2022». PIEC 2. 15 de março de 2023. Consultado em 15 de julho de 2023
6. 1 2 3 4 5 6  Sul, Departamento de Comunicação do Instituto Federal do Rio Grande do; SILVA, CARINE SIMAS DA (19 de maio de 2023). «Prêmio de Incentivo ao Empreendedorismo Científico é entregue a estudantes e professora do IFRS - Campus Osório». Campus Osório. Consultado em 15 de julho de 2023
7. 1 2  «FIDERE: App Mobile voltado à Economia Circular de brechós brasileiros». PIEC 2. 15 de março de 2023. Consultado em 15 de julho de 2023
8. 1 2 3 4  «Desenvolvimento De Celulose Bacteriana Produzida A Partir De Resíduos Do Processamento Da Uva». PIEC 2. 15 de março de 2023. Consultado em 15 de julho de 2023
9. ↑  «Bioplástico: Projeto de Osório – RS vence prêmio científico». Dossiê etc. 13 de outubro de 2021. Consultado em 15 de julho de 2023
10. ↑  https://litoralmania.com.br/zuw3c9qmt24hw3c7frj31w6ba6ewgq.html (18 de junho de 2021). «Projeto do IFRS - Campus Osório conquista primeiro lugar em prêmio de empreendedorismo científico - Litoralmania ®». Consultado em 15 de julho de 2023
11. ↑  «Bioplástico: Projeto de Osório – RS vence prêmio científico». Dossiê etc. 13 de outubro de 2021. Consultado em 15 de julho de 2023
12. ↑  Sul, Departamento de Comunicação do Instituto Federal do Rio Grande do; OLIVEIRA, GABRIELA SILVA MOREL DE (16 de junho de 2021). «Projeto do campus conquista primeiro lugar em prêmio de empreendedorismo científico». Campus Osório. Consultado em 15 de julho de 2023
13. ↑  Entrega de Prêmios 1º PIEC - Osório - RS, consultado em 15 de julho de 2023
14. 1 2  Sul, Departamento de Comunicação do Instituto Federal do Rio Grande do; DONIDA, FABIANA CARVALHO (22 de setembro de 2021). «Estudante e professora do Campus Osório recebem premiação do cientista idealizador do PIEC». Instituto Federal do Rio Grande do Sul. Consultado em 15 de julho de 2023
15. ↑  admin, Jornal Momento (24 de setembro de 2021). «Osoriense recebe prêmio de Incentivo ao Empreendedorismo | Jornal Momento». Consultado em 15 de julho de 2023
16. 1 2 3  «Clube de Ciências do Colégio Estadual Jardim Porto Alegre é destaque em premiação científica». Toledo News. Consultado em 15 de julho de 2023
17. 1 2 3  «Clube de Ciências do Colégio Estadual Jardim Porto Alegre recebe prêmios. - NRE Toledo - Núcleos Regionais de Educação». www.nre.seed.pr.gov.br. Consultado em 15 de julho de 2023
18. 1 2 3  «Professora revoluciona o ensino científico em Toledo – PR». Dossiê etc. 15 de outubro de 2021. Consultado em 15 de julho de 2023
19. 1 2  «Prêmio Científico para o ensino básico é renovado após distribuir mais de R$ 50 mil em prêmios». Dossiê etc. 28 de junho de 2021. Consultado em 15 de julho de 2023
20. 1 2  «FecomercioSP apoia o 1º Prêmio de Incentivo ao Empreendedorismo Científico». Investe SP. Consultado em 15 de julho de 2023
21. 1 2  «Resultados do 2º PIEC». PIEC 2. Consultado em 15 de julho de 2023
22. ↑  Profº José Goldemberg - Homenageado do Ano no 1º PIEC, consultado em 15 de julho de 2023
23. ↑  «Pomar Científico de 2022». PIEC 2. 15 de março de 2023. Consultado em 15 de julho de 2023
24. ↑  Entrega de Prêmios 1º PIEC - Toledo - PR, consultado em 15 de julho de 2023
25. ↑  «Instituição Pública de Ensino de 2022». PIEC 2. 15 de março de 2023. Consultado em 15 de julho de 2023
26. ↑  Entrega do laboratório-legado ao Colégio Dom Juvêncio de Britto, consultado em 15 de julho de 2023
27. ↑  «M-PLASFIL: Desenvolvimento de Membrana para Microfiltração e Retenção de Microplásticos». PIEC 2. 15 de março de 2023. Consultado em 15 de julho de 2023
28. ↑  «Entrar • Instagram». www.instagram.com. Consultado em 17 de julho de 2023
29. ↑  «ARQUIVO: Resultados do 1º PIEC». PIEC 2. Consultado em 17 de julho de 2023
30. ↑  «Resultados do 2º PIEC». PIEC 2. Consultado em 17 de julho de 2023